# Ib Terp
Ib Terp (født 14. juli 1944, død 14. november 2016) var en dansk socialdemokratisk politiker, som var borgmester i Brøndby fra 1. juli 2005 til 1. marts 2016. Forud for overtagelsen af borgmesterhvervet var Ib Terp medlem af Brøndby Kommunalbestyrelse i 27 år.
Ib Terp boede i Brøndby Strand indtil 2006, hvor han flyttede til Brøndbyøster.
Han var uddannet civilingeniør og havde orlov fra Ministeriet for Videnskab, Teknologi og Udvikling.
Siden 2006 var Ib Terp gift med Mette Aabrink. Ib Terp døde den 14. november 2016 efter en længere tids kræftsygdom.